# محمد أبو الفضل الجيزاوي
محمد أبو الفضل الجيزاوي (1847م- 1927م)، ولد بقرية وراق الحضر من قرى محافظة الجيزة سنة 1264 هـ، وتلقى تعليمه بالأزهر على يد أفاضل العلماء مثل: الشيخ عليش، والشيخ العدوى، والشيخ الإنبابي، وغيرهم، عين عضواً في إدارة الأزهر في عهد الشيخ البشرى، ثم وكيلاً للأزهر سنة 1326 هـ 1908 مـ ولم يترك التدريس طوال هذه الفترة، تولى المشيخة سنة 1335 هـ 1917 مـ، وعاصر أحداث الثورة المصرية سنة 1919 مـ وما تلاها من صراع بين الشعب ومستعمريه وحكامه، وقاد مسيرة الأزهر في خضم تلك الأحداث حتى توفي سنة 1346 هـ / 1927 مـ. استصدر قانوناً سنة 1923 مـ تقدم به خطوة نحو الإصلاح يتضمن:
1. خفض كل مرحلة من مراحل التعليم بالأزهر إلى أربع سنوات.

1. إنشاء أقسام التخصص في التفسير والحديث والفقه والأصول والنحو والصرف والبلاغة والأدب والتوحيد والمنطق والتاريخ والأخلاق ويلتحق بها من يحصل على العالية.

1. تأليف لجنة لإصلاح التعليم بالأزهر انتهت إلى وجوب تدريس العلوم الرياضية التي تدرس بالمدارس المدنية منح اسمه وسام العلوم والفنون من الطبقة الأولى بمناسبة الاحتفال بالعيد الألفي للأزهر.

## من آثاره العلمية
- الطراز الحديث في فن مصطلح الحديث

- حاشية على شرح العضد في أصول الفقه